# Мощанка (Великопольське воєводство)
Мощанка (пол. Moszczanka) — село в Польщі, у гміні Рашкув Островського повіту Великопольського воєводства.
Населення — 574 особи (2011).

## Демографія
Демографічна структура станом на 31 березня 2011 року:
|          | Загалом | Допрацездатний вік | Працездатний вік | Постпрацездатний вік |
| -------- | ------- | ------------------ | ---------------- | -------------------- |
| Чоловіки | 278     | 69                 | 179              | 30                   |
| Жінки    | 296     | 62                 | 177              | 57                   |
| Разом    | 574     | 131                | 356              | 87                   |